# Géza Gulyás
Géza Gulyás (Budapeste, 5 de junho de 1931 - 14 de agosto de 2014) foi um futebolista e treinador húngaro, que atuava como goleiro.

## Carreira
Géza Gulyás fez parte do elenco da Seleção Húngara de Futebol, na Copa do Mundo de 1954.

## Títulos
- Vice - Copa do Mundo de 1954

## Ligações Externas
- Perfil em Fifa.com (em inglês)